# Woda stołowa

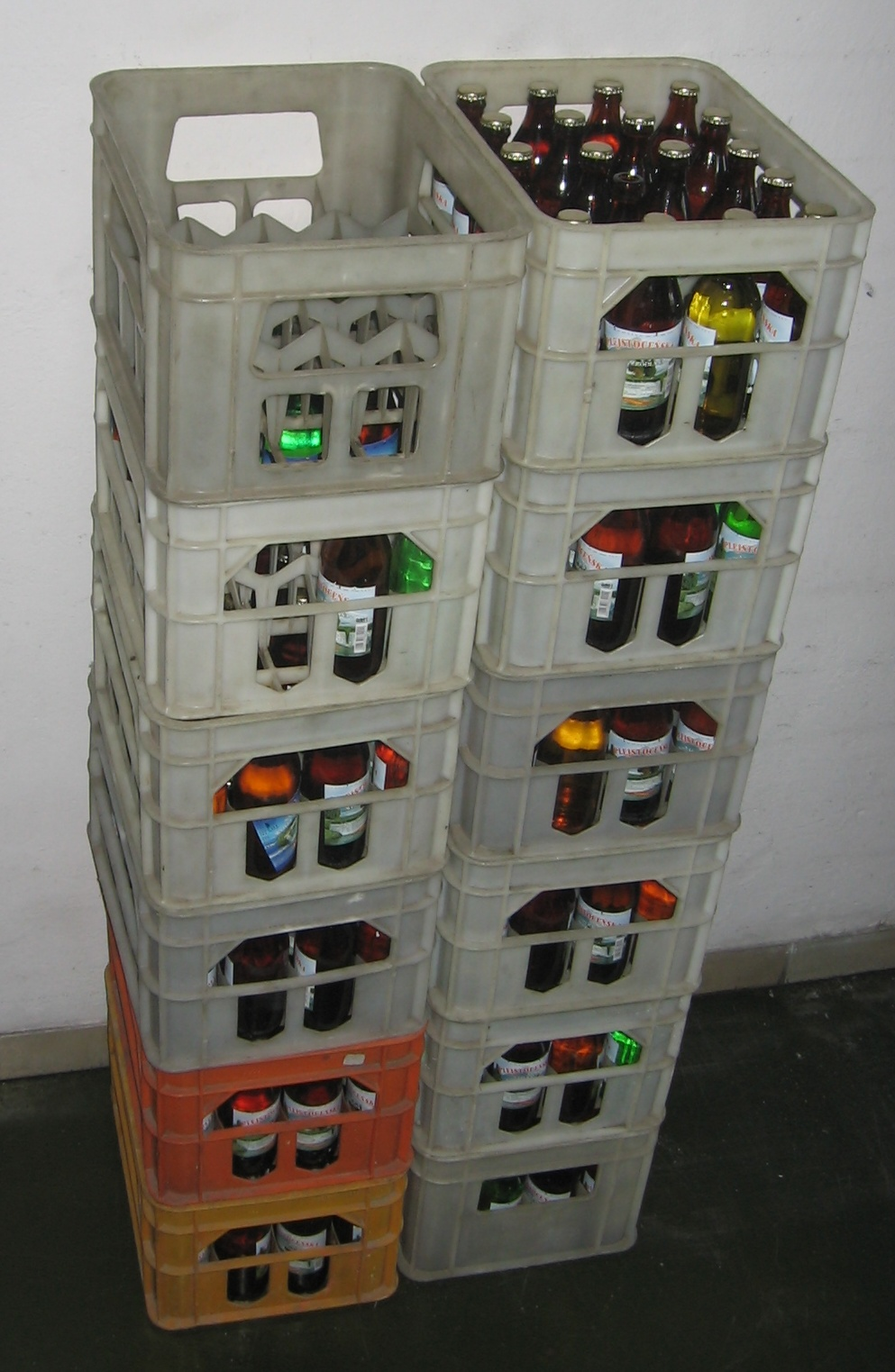
Woda stołowa w skrzynkach

Woda stołowa – woda powstała przez dodanie:
a) naturalnej wody mineralnej lub soli mineralnych zawierających co najmniej jeden składnik mający znaczenie fizjologiczne, taki jak: sód, magnez, wapń, chlorki, siarczany, wodorowęglany lub węglany do wody źródlanej albo
b) wody źródlanej lub soli mineralnych, o których mowa w lit. a, do naturalnej wody mineralnej.